# Eucilmus
Eucilmus is een kevergeslacht uit de familie van de boktorren (Cerambycidae). De wetenschappelijke naam van het geslacht werd voor het eerst geldig gepubliceerd in 1901 door Fairmaire.

## Soorten
Eucilmus is monotypisch en omvat slechts de volgende soort:
- Eucilmus insignicornis Fairmaire, 1901